# テイラーズビル (ユタ州)
テイラーズビル（Taylorsville）は、アメリカ合衆国ユタ州のソルトレイク郡にある都市。人口は6万0448人（2020年）。ソルトレイクシティの南方に位置している。1996年に法人化した都市である。

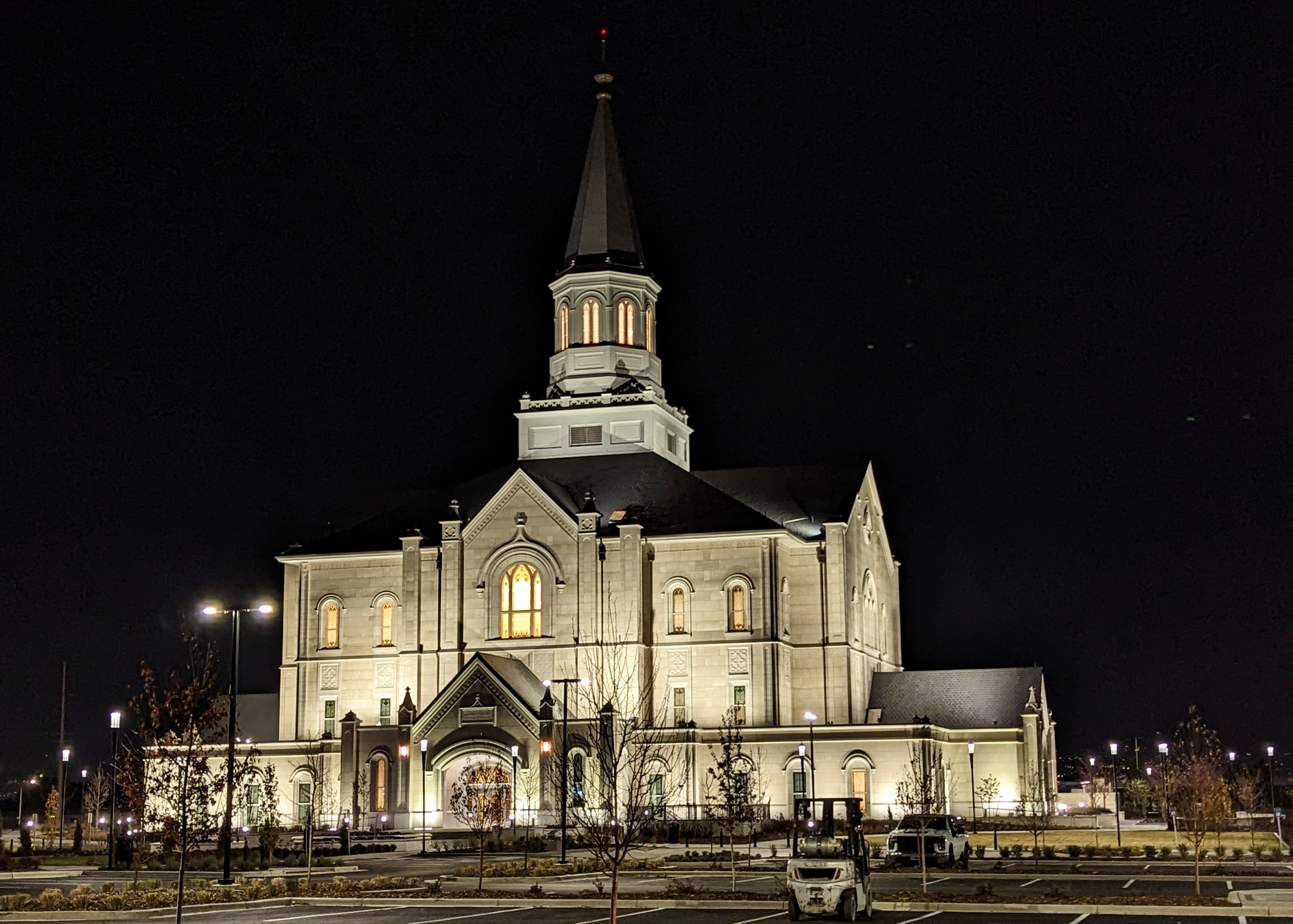
テイラーズビル・テンプル